# Kazuyuki Toda
Kazuyuki Toda (jap. 戸田和幸 Toda Kazuyuki; ur. 30 grudnia 1977 w Machidzie (stołeczna prefektura Tokio) – japoński piłkarz grający na pozycji defensywnego pomocnika.

## Kariera klubowa
Toda piłkarską karierę rozpoczął w klubie FC Machida. Następnie ukończył Toin Gakuen High School. Pierwszym profesjonalnym klubem Kazuyukiego było Shimizu S-Pulse, do którego trafił w 1996 roku. Początkowo grał w młodzieżowej drużynie tego klubu, a 27 kwietnia zadebiutował w J-League spotkaniu z Júbilo Iwata. W swoim pierwszym sezonie zdobył z Shimizu J-League Cup. W 1998 roku dotarł z Shimizu do finału Pucharu Cesarza. W 1999 roku został z Shimizu mistrzem kraju, po raz pierwszy w karierze. Z kolei w 2000 roku osiągnął swój pierwszy międzynarodowy sukces – zdobył Puchar Zdobywców Pucharów Azji – wystąpił w wygranym 1:0 finale z irackim Al Zawraa. W tamtym roku strzelił pierwszego gola w lidze japońskiej w meczu z Kashimą Antlers. Natomiast w 2001 roku zdobył kolejny Puchar Cesarza, a także Superpuchar Japonii.
W 2002 roku Toda został sprzedany do angielskiego Tottenhamu Hotspur. Przez niemal cały sezon występował w rezerwach „The Spurs”, a w Premiership zadebiutował dopiero w 34. kolejce, 18 kwietnia w przegranym 0:2 meczu z Manchesterem City. Do końca sezonu wystąpił jeszcze w trzech meczach, a w 2003 roku został wypożyczony do holenderskiego ADO Den Haag. Tam zagrał w 16 spotkaniach i utrzymał się z klubem z Hagi w Eredivisie.
W 2004 roku Kazuyuki wrócił do Japonii. Przez rok grał w Shimizu, a w 2005 roku przeszedł do Tokyo Verdy 1969. Spadł z nim z pierwszej do drugiej ligi, a w 2006 roku został piłkarzem Sanfrecce Hiroszima. Najpierw był z Sanfrecce dziesiąty w lidze, a w 2007 roku przeżył degradację o klasę niżej, w której gra do dziś.
| Sezon   | Klub                | Kraj     | Rozgrywki   | Mecze | Bramki |
| ------- | ------------------- | -------- | ----------- | ----- | ------ |
| 1996    | Shimizu S-Pulse     | Japonia  | J1 League   | 5     | 0      |
| 1997    | Shimizu S-Pulse     | Japonia  | J1 League   | 20    | 0      |
| 1998    | Shimizu S-Pulse     | Japonia  | J1 League   | 34    | 0      |
| 1999    | Shimizu S-Pulse     | Japonia  | J1 League   | 28    | 0      |
| 2000    | Shimizu S-Pulse     | Japonia  | J1 League   | 27    | 1      |
| 2001    | Shimizu S-Pulse     | Japonia  | J1 League   | 27    | 0      |
| 2002    | Shimizu S-Pulse     | Japonia  | J1 League   | 22    | 1      |
| 2002/03 | Tottenham Hotspur   | Anglia   | Premiership | 4     | 0      |
| 2003/04 | ADO Den Haag        | Holandia | Eredivisie  | 16    | 0      |
| 2004    | Shimizu S-Pulse     | Japonia  | J1 League   | 12    | 0      |
| 2005    | Tokyo Verdy 1969    | Japonia  | J1 League   | 23    | 0      |
| 2006    | Sanfrecce Hiroszima | Japonia  | J1 League   | 30    | 0      |
| 2007    | Sanfrecce Hiroszima | Japonia  | J1 League   | 31    | 2      |
| 2008    | Sanfrecce Hiroszima | Japonia  | J1 League   |       |        |

## Kariera reprezentacyjna
W reprezentacji Japonii Toda zadebiutował 31 maja 2001 roku w wygranym 3:0 spotkaniu Pucharu Konfederacji z Kanadą. Na tym turnieju dotarł ze swoją reprezentacją do finału. W 2002 roku znalazł się w kadrze Philippe’a Troussiera na Mistrzostwa Świata 2002, którego współgospodarzem była Japonia. Tma wystąpił w czterech spotkaniach: Belgią, wygranym 1:0 z Rosją, wygranym 2:0 z Tunezją oraz przegranym w 1/8 finału z Turcją. Ostatni mecz w kadrze rozegrał w tym samym roku. Łącznie w drużynie narodowej wystąpił 20 razy i zdobył jedną bramkę (w zwycięskim 1:0 sparingu z Ukrainą).